# Georg Ludwig Kobelt

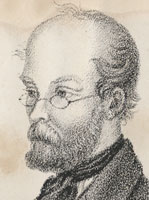
Georg Ludwig Kobelt

Georg Ludwig Kobelt (* 12. März 1804 in Kork bei Kehl; † 18. Mai 1857 in Freiburg im Breisgau) war ein deutscher Anatom.

## Leben
Sein Vater war der Arzt Christian Ludwig (1765–1810), seines Zeichens Oberarzt im französischen Garde-Grenadier-Regiment Murat. Nach seiner Militärzeit war er Amtsarzt in Kork. Seine Mutter war Wilhelmine Otto aus Kork.
Kobelt begann 1824 das Studium der Rechtswissenschaften in Heidelberg, wechselte 1827 zur Medizin und wurde 1833 promoviert. 1833 erwarb er die Facultas legendi, wandte sich vornehmlich der Anatomie zu und wurde 1835 Prosektor in Heidelberg. Seit 1841 in gleicher Stellung in Freiburg im Breisgau tätig, wurde er dort 1844 außerordentlicher Professor und 1847 ordentlicher Professor sowie Vorstand der Anatomischen Anstalt. Er veröffentlichte 1844 eine detaillierte Beschreibung der Klitoris und wies auf die geringe Bedeutung der Vagina für das Lustempfinden der Frau hin. Kobelt stellte über 1200 Präparate für die Heidelberger und Freiburger Sammlungen her und schrieb unter anderem Die männlichen und weiblichen Wollust-Organe des Menschen und einiger Säugetiere (1844).

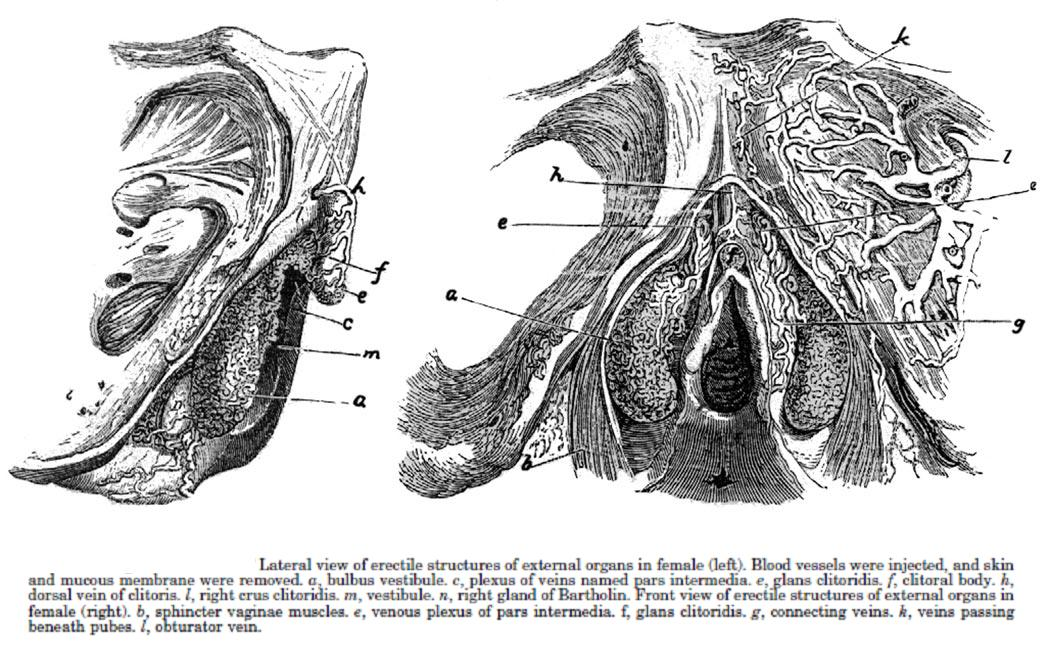
Georg Ludwig Kobelt: Dissektion der Schambeinregion mit Klitoris, 1844

Er war der Onkel von Wilhelm Kobelt (1865–1927).

## Werke (Auswahl)
- Diss. inaug. med. sistens disquisitionem historicam de cordis et praecordium vitiis organicis cura Valsalviana et Albertiana persanandis. Dissertation, Heidelberg 1833
- Beiträge zur Anatomie und Physiologie. Heidelberg 1840
- Die männlichen und weiblichen Wollustorgane des Menschen und einiger Säugethiere u.s.w. Freiburg 1844 (Online-Faksimile in der digitalen Bibliothek der UB Heidelberg, Digitalisat bei Google Books)
  - französische Übersetzung von H. Kaula: De l’appareil du sens génital des deux sexes dans l’espèce humaine et dans quelques mammifères, au point de vue anatomique et physiologique. Berger-Levrault, Strasbourg / Labé, Paris 1851 (Digitalisat bei Google Books)
- Der Nebeneierstock des Weibes, das längst vermisste Seitenstück des Nebenhodens des Mannes entdeckt. Ein Beitrag zur Entwicklungs-Geschichte der Genitalien und zur Aufklärung der Zwitterbildungen beim Menschen und den Säugethieren. Heidelberg 1847 (Online-Faksimile in der digitalen Bibliothek der UB Heidelberg)